# Мария Кристина Австрийска (1574 – 1621)
Вижте пояснителната страница за други личности с името Мария Кристина.
Мария Кристина Австрийска (на немски: Maria Christina von Österreich, на руски: Maria Cristina de Habsburg; * 10 ноември 1574, Грац; † 6 април 1621, Хал ин Тирол) от фамилията Хабсбург, е ерцхерцогиня на Австрия и чрез женитба княгиня на Трансилвания.

## Произход
Дъщеря е на ерцхерцога на Австрия Карл Франц II (1540 –1590) и принцеса Мария Анна Баварска (1551 – 1608), дъщеря на херцог Албрехт V от Бавария и Анна Австрийска, дъщеря на император Фердинанд I. Баща ѝ е третият син на император Фердинанд I. По-голяма сестра е на император Фердинанд II (1578 – 1637).

## Брак
Мария Кристина се омъжва на 20 години на 6 август 1595 г. във Вайсенбург за Сигизмунд Батори (1572 – 1613), княз на Трансилвания (Зибенбюрген). Годежът става на 7 февруари 1595 г. в Грац чрез Иштван Бочкаи. Брачният договор е връчен след един месец и годеницата напуска Грац на 15 юни, придружена от майка си и княжеския епископ Георг фон Лавант, водени от 6000 конника на тевтонския майстор. В Кашау Мария Кристина получава висока температура.
Бракът е смятан за голяма политическа печалба, понеже Сигизмунд, дотогава васал на Османската империя, се свързва тясно със Свещената Римска империя. Император Рудолф II номинира Сигизмунд за имперски княз. Той обещава собствеността си на Австрия, ако умре бездетен. Договорът е одобрен на 16 януари 1595 г. от унгарското народно събрание в Пресбург.
Нещастният неконсумиран брак е анулиран през 1599 г. от папа Климент VIII. През 1607 г. Мария Кристина заедно със сестра си Елеонора влиза в благородническия женски манастир (Haller Damenstift) в Хал ин Тирол и през 1612 г. става там игуменка.